# Acaena antarctica
Acaena antarctica es una especie de planta del género Acaena, perteneciente a la familia Rosaceae.

## Taxonomía
Acaena antarctica fue descrita por Hook. fil. en 1847.

## Distribución
Se encuentra en el territorio centro y sur de Chile hasta las islas Malvinas.